# Feria internacional de los pueblos
La feria internacional de los pueblos es una muestra de carácter étnico celebrada en Mijas y Fuengirola, en la provincia de Málaga, España. En la muestra se dan cita más de treinta países para mostrar su cultura. Se exponen trajes típicos, artesanía y gastronomía, así como músicas y bailes en escenarios de la localidad. Hasta treinta y cinco clubes y asociaciones de extranjeros de la Costa del Sol participan en el evento. La celebración pretende rendir tributo a la convivencia y a la tolerancia. Tiene lugar durante un fin de semana de mayo en Fuengirola y en junio en Mijas.
La Feria internacional de los pueblos, de carácter internacional, no debe confundirse con la Feria de los Pueblos y Ciudades de Málaga, que exhibe las cultura y la economía de los municipios de la provincia de Málaga y que se celebra en Málaga. El Festival Intercultural Ciudad de Málaga también se celebra en la capital de Málaga como muestra de países y regiones del mundo.

## Galería

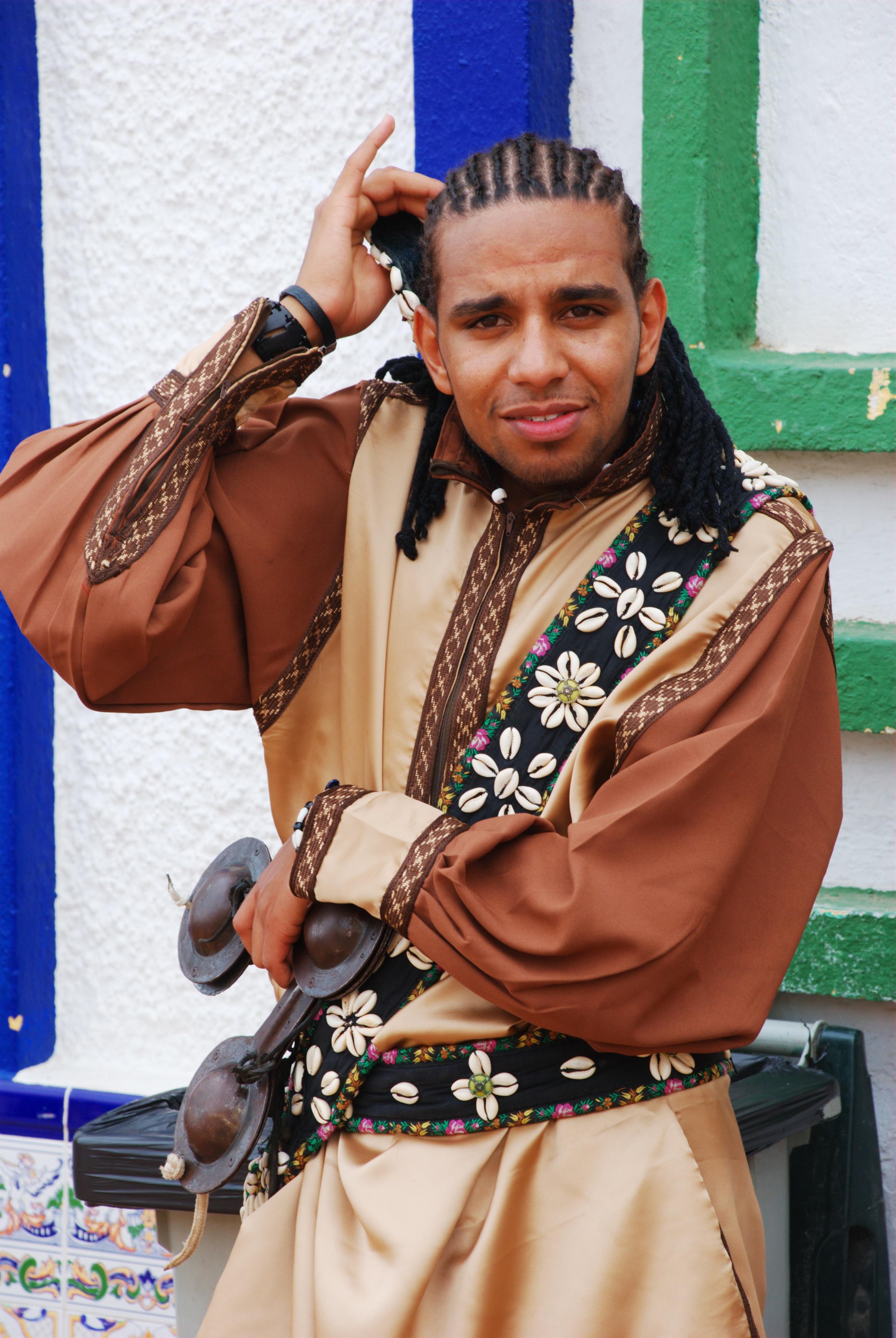
Marruecos.
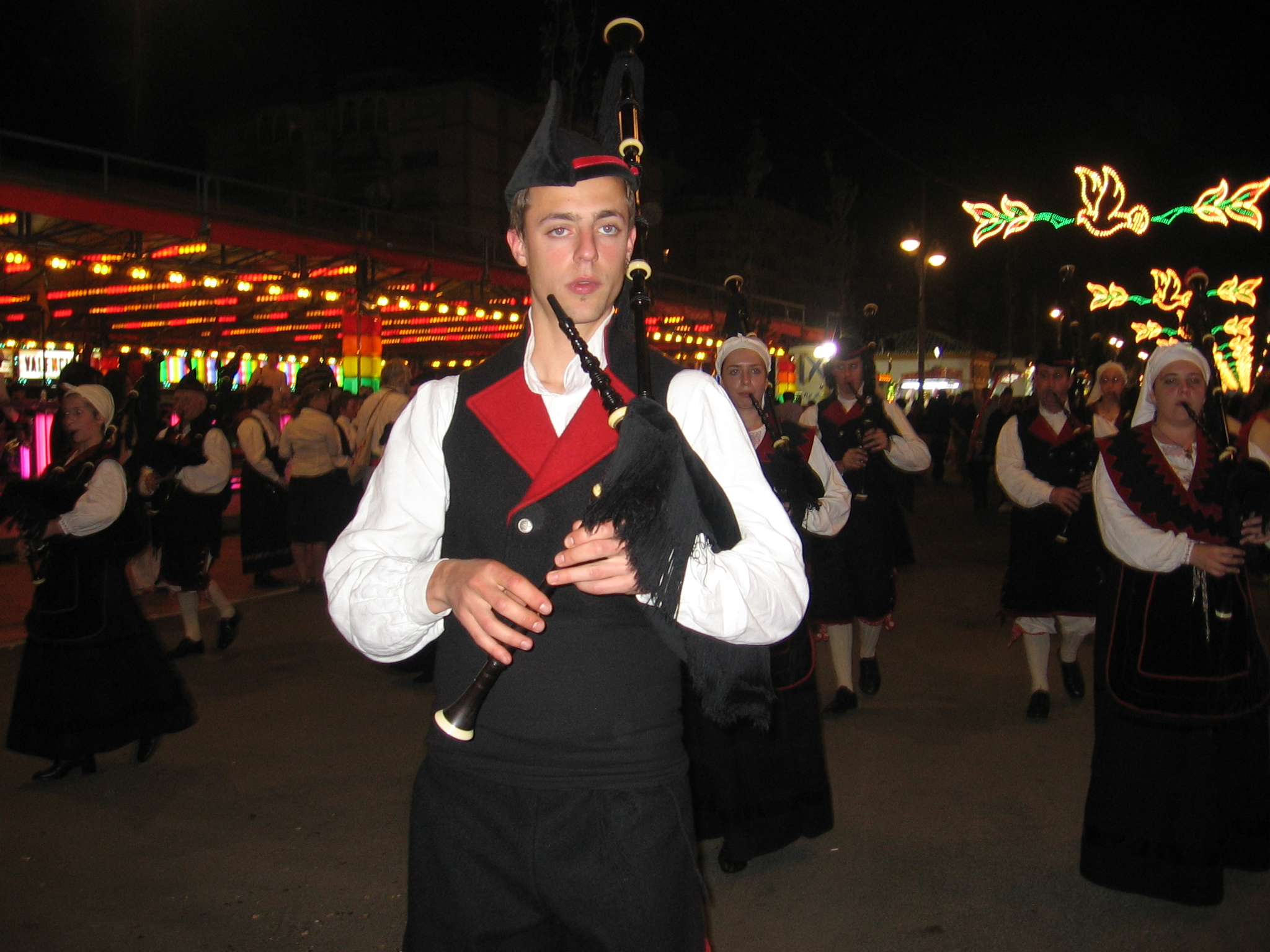
Asturias.
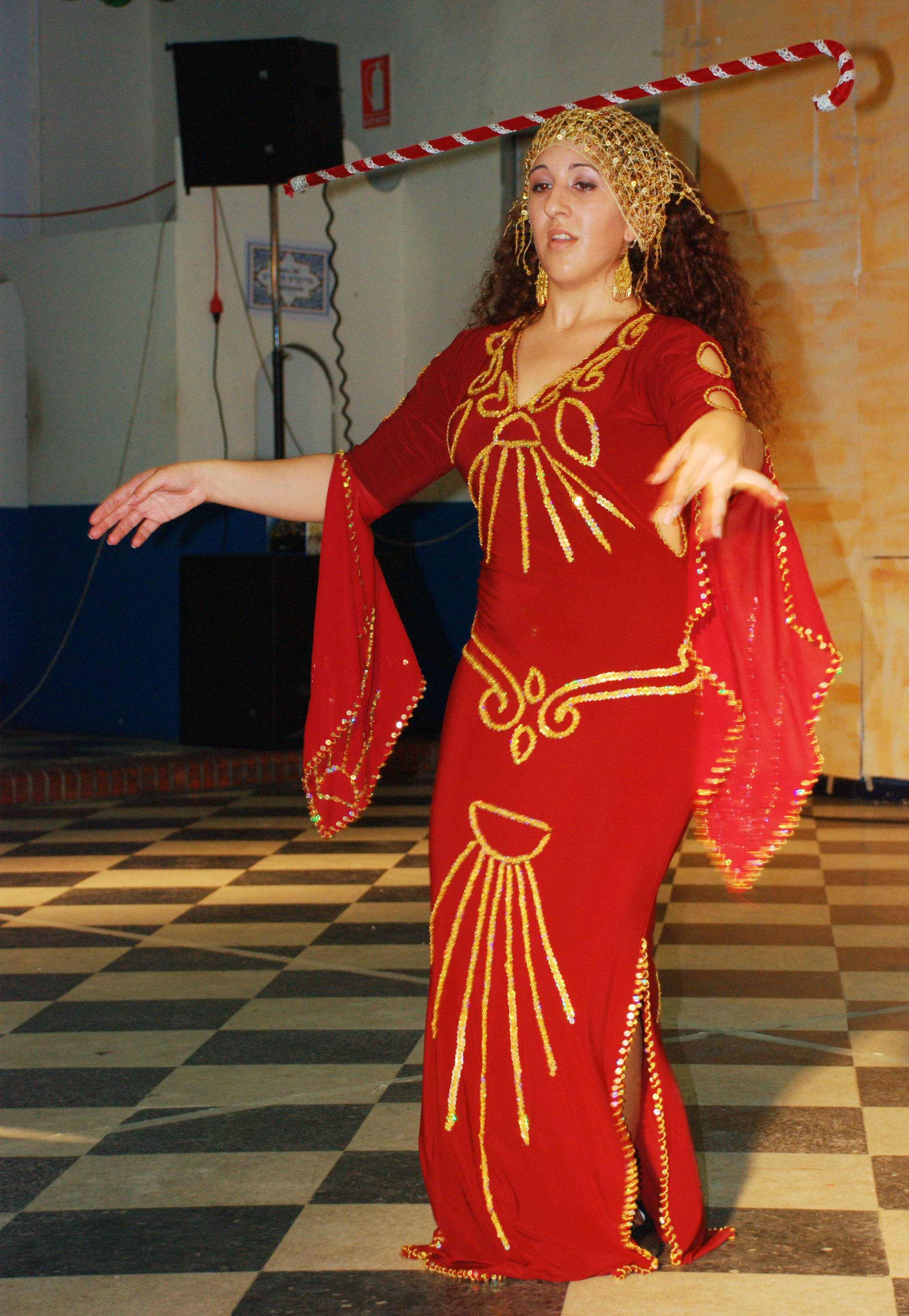
Israel.
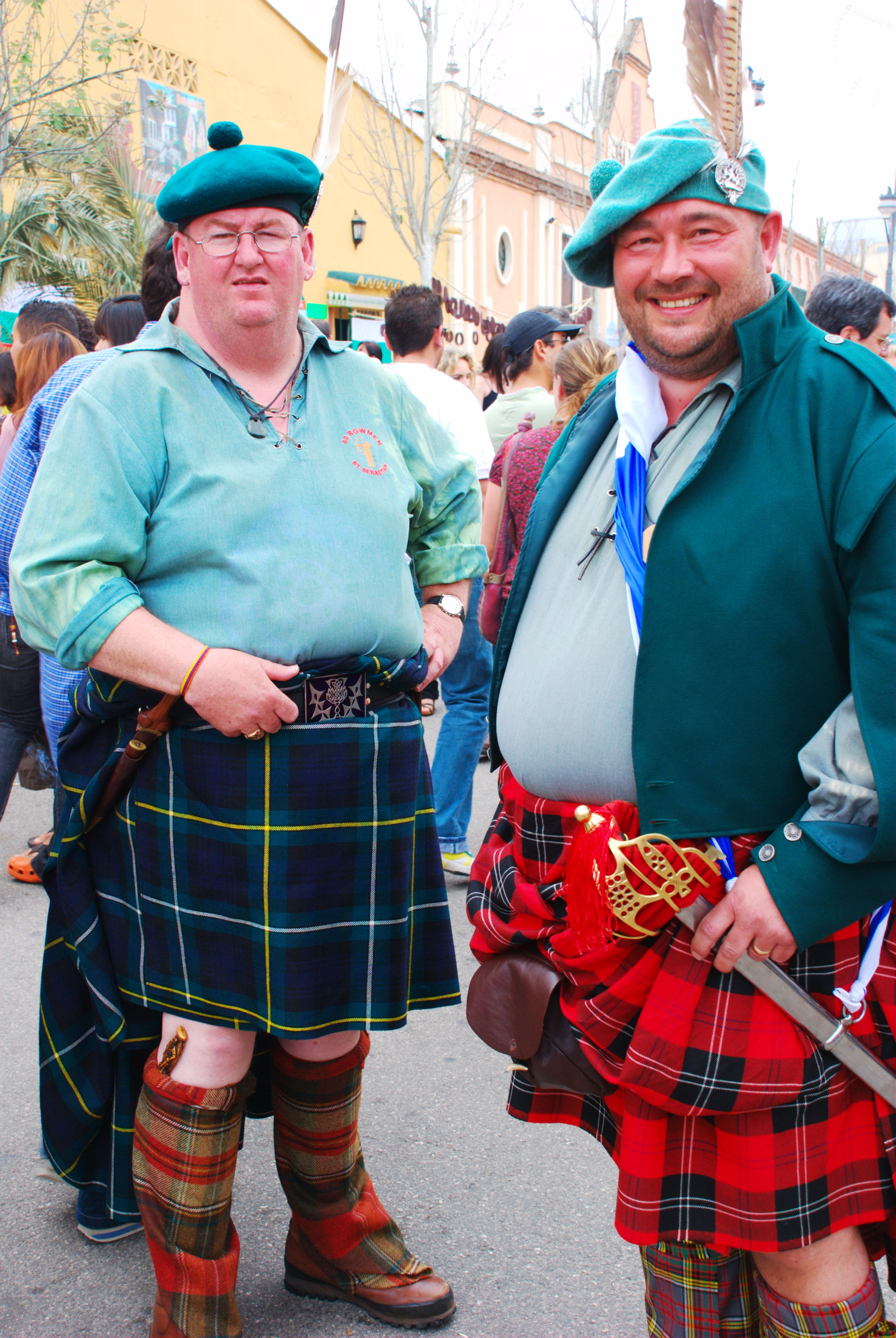
Escocia.
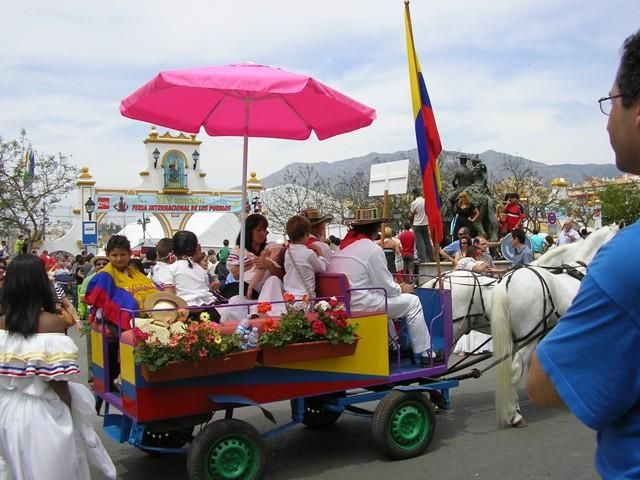
Colombia.